# NGC 128
NGC 128 é uma galáxia lenticular (S0) localizada na direcção da constelação de Pisces. Possui uma declinação de +02° 51' 54" e uma ascensão recta de 0 horas, 29 minutos e 14,9 segundos.
A galáxia NGC 128 foi descoberta em 25 de Dezembro de 1790 por William Herschel.